# Hammelev Sogn (Norddjurs Kommune)
 Denne artikel omhandler Hammelev Sogn (Norddjurs Kommune). Der er også andre sogne med dette navn, se Hammelev Sogn.
Hammelev Sogn er et sogn i Norddjurs Provsti (Århus Stift).
I 1800-tallet var Enslev Sogn anneks til Hammelev Sogn. Begge sogne hørte til Djurs Nørre Herred i Randers Amt. Hammelev-Enslev sognekommune blev ved kommunalreformen i 1970 indlemmet i Grenaa Kommune, som ved strukturreformen i 2007 indgik i Norddjurs Kommune.
I Hammelev Sogn ligger Hammelev Kirke.
I sognet findes følgende autoriserede stednavne:
- Fornæs (areal)
- Hammelev (bebyggelse, ejerlav)
- Kragenæs (areal)
- Møgelhøj (areal)
- Rytterhøj (areal)
- Saltbæk (vandareal)
- Stensmark (bebyggelse, ejerlav, landbrugsejendom)
- Ålebugt (vandareal)